# Rena Scholtens
Rena Scholtens (1936) is een Nederlands gepensioneerd violist en altviolist.
Ze was dochter van bacterioloog Robert Scholtens en violiste Riele Queling. Zus Eva Scholtens was enige tijd pianist, zus Anke Scholtens (1940-2008) cellist. Rena is getrouwd met Jacques Commandeur, ze hebben twee zonen.
Ze kreeg haar opleiding van violist Oskar Back aan het Conservatorium van Amsterdam, alwaar ze in  1959 afstudeerde (Einddiploma C-II). Op 21 november 1960 ontving ze de Zilveren Vriendenkrans van het Vriendenkransconcours. 
Ze speelde als violist in het Nederlands Kamerorkest. Ze was gespecialiseerd in afwijkend repertoire, blijkend uit een optreden dat ze samen met Reinbert de Leeuw in 1969 (ze had al eerder een werk van en met hem gespeeld) verzorgde in het Stedelijk Museum Amsterdam. Op de lessenaar stonden werken van Charles Ives, Erik Satie, Krzysztof Penderecki en Morton Feldman.
Scholtens speelde vijftien jaar lang als altist in het "Kwartet Jeannelotte Hertzberger" en "Amsterdams Strijkkwartet" met Jeannelotte Hertzberger (viool), Jan Hulst (viool) en René van Ast/ Ben de Ligt (cello). Ook daarmee werden werken buiten het gangbare repertoire uitgevoerd, zoals het strijkkwartet van Maurice Ravel. Het strijkkwartet werd door henzelf opgeheven vanwege onvoldoende inkomsten en subsidie. Matthijs Vermeulen droeg zijn strijkkwartet aan het kwartet op.
Ze nam langspeelplaten op met ensembles als Mondriaan Strings, Paradise Regained Orchestra en het Willem Breuker Collectief.
- MusicBrainz: bd910000-2794-4bf4-9bb5-3894c6bece22